# BME Management Szakkollégium
A BME Management Szakkollégium egy Budapesten, a XI. kerületben – azaz Újbudán – működő szakkollégium, mely legfőbb céljának a jövő vezetőinek, menedzsereinek a kinevelését tekinti. Közel 40 éve működik, így a Budapesti Műszaki és Gazdaságtudományi Egyetem (BME) legrégebbi szakkollégiuma. Ugyanakkor nem csak a BME hallgató lehetnek a szakkollégiumok tagjai, a tagság egy része a Budapesti Corvinus Egyetem (Corvinus), a Budapesti Gazdaságtudományi Egyetem (BGE), az Eötvös Loránd Tudományegyetem (ELTE), a Károli Gáspár Református Egyetem (KRE) és az Óbudai Egyetem (ÓE) hallgatói közül kerülnek ki.

## Területek

### Kommunikációs terület
A Kommunikációs Területen a PR- és a marketing részleg feladatai közé tartozik a Szakkollégium külső megjelenésének, presztízsének és imázsának biztosítása, valamint az anyagi és eszközbeszerzések intézése.
A PR (public relations) részleg felelős a Szakkollégium támogatóival való kapcsolattartásért, valamint új szponzorok és támogató partnerek bevonásáért. A PR-csapat tagjai kapcsolattartást folytatnak más Szakkollégiumokkal, egyetemi szervezetekkel, és képviselik a kollégiumot cégekkel való tárgyalásokon, illetve egyetemi rendezvényeken. A PR-részleg lehetőséget biztosít a tagoknak a kommunikációs és tárgyalástechnikai készségeik fejlesztésére, valamint gyakorlati tapasztalatot szerezhetnek az üzleti kapcsolatok kiépítése terén.
A marketing részleg felelős a Szakkollégium brandingjének kialakításáért és fenntartásáért. Ez magában foglalja a népszerűsítő programok szervezését, valamint az online és offline tartalomkészítést. A tagok feladatai közé tartozik a közösségi média (Instagram, Facebook, TikTok, LinkedIn stb.) posztjainak megalkotása és a weboldal szövegezése, míg az offline marketing feladatok közé a plakátok és szórólapok tervezése és terjesztése tartozik. A marketingcsapat tagjai fejleszthetik prezentációs és retorikai készségeiket, és aktívan részt vehetnek különböző marketingkampányok tervezésében és lebonyolításában.

### Tehetséggondozási Terület
A Tehetséggondozási Területhez tartozik a képzésszervezési és csapatépítési részleg, amelyek a Szakkollégium közösségének szakmai fejlődését és a csapat összetartását, valamint motiválását biztosítják.
A képzésszervezési részleg feladata, hogy a tagok számára rendszeresen lehetőséget biztosítson új ismeretek és készségek elsajátítására professzionális képzéseken és tréningeken keresztül. Ehhez képzési terveket dolgoznak ki, előadókat és trénereket szerveznek, valamint oktatásokat tartanak a kollégiumon belül és kívül egyaránt. A részleg tagjai fejleszthetik előadói készségeiket, megismerhetik a felnőttképzés rendszereit, és tapasztalatot szerezhetnek a belső továbbképzések menedzselésében.
A csapatépítési részleg célja, hogy minden tag számára biztosítsa a helyét a közösségben, és támogassa őket abban, hogy motiváltan végezzék el feladataikat. Ezen kívül gondoskodnak a közösségi élet építéséről és a csapat összetartásáról. A csapatépítési részleg tagjai szervezik a Szakkollégium közösségi eseményeit, mint például a csapatépítő programokat, az összetartó táborokat és a heti infóesteket. Ők felelősek az új tagok beilleszkedésének segítéséért is, hogy minél könnyebben és aktívabban kapcsolódhassanak be a közösségi életbe. A részleg tagjai program- és rendezvényszervezési tapasztalatokat szerezhetnek, valamint elmélyíthetik tudásukat a munkahelyi csapatdinamika koordinálásában.

### Operatív Terület
Az Operatív Terület működési és fejlesztési részlege felelős a Szakkollégium mindennapi működéséért, a szervezet hivatalos ügyeinek intézéséért, valamint a különböző területek és projektek támogatásáért, illetve a szervezetfejlesztési feladatok ellátásáért.
A működési részleg tagjainak feladatai közé tartozik a Szakkollégium pénzügyeinek kezelése, a féléves költségvetések és a projektekhez kapcsolódó költségvetési tervek kidolgozása, pályázatok benyújtása, valamint a hivatalos szervekkel való kapcsolattartás. Emellett a rendezvények helyszínének biztosítása és a tagság munkájának támogatása is az ő feladatuk. A működési részleg tagjai pénzügyi területen szerzett széleskörű ismeretekre tehetnek szert, és gyakorlatot szerezhetnek költségvetés-készítésben, valamint pályázatírásban.
A fejlesztési részleg fő feladata a szervezet kommunikációs felületeinek és IT-rendszereinek rendszerezése, naprakészen tartása és fejlesztése, továbbá a pályázatok és fejlesztési lehetőségek keresése. A részleg tagjai tapasztalatot szerezhetnek a munkahelyi IT-rendszerek használatában és adminisztrációjában, valamint a szervezetfejlesztési folyamatok irányításában és menedzselésében.

## Felépítése és működése
A BME Management Szakkollégium felépítése projekt alapú mátrix-szervezet. Mindez azt jelenti, hogy kettő tengelyen zajlik a munka. Az egyik tengelyen helyezkednek el a területek, míg a másikon a projektek. Minden egyes tag ezen a mátrixban helyezkedik el valahol, azaz egy területen és egy projekten dolgozik legalább.
A másik fontos eleme az MSZK-nak a működése, ami teljesen egyedi a szakkollégiumok körében. A BME Management Szakkollégium egy leadership playground, ami annyi jelent, hogy az egész működés arra van kiépítve, hogy bárki kipróbálhassa magát vezetői pozícióban, 4-6 ember élén. Minden területnek, részlegnek és projektnek van vezetője, akinek feladata az adott munkakör koordinálása.

### Pozíciók
- Elnök: Ő a Szakkollégium feje, a jogi személye, felelős minden tevékenységért, amit a Szakkollégium végez. Ő irányítja a Szakkollégium vezetőségét, és ezáltal az egész szervezet működését is meghatározza.
- Területi vezetők: A kommunikációs, a tehetséggondozási és az operatív területek stratégiájának tervezését és kialakítását végzik. Tagjai az elnök vezette vezetőségnek.
- Koordinátorok: Területenként egy vagy két középvezető felel a területi stratégia megvalósulásáért, valamint a területi munkáért.

- Kommunikációs Terület: marketing és PR koordinátor.
- Tehetséggondozási Terület: képzésszervezési és csapatépítési koordinátor.
- Operatív Terület: logisztikai és gazdasági koordinátor.
- Projekt Management Office (PMO): A Szakkollégiumban futó projektek menedzselésével foglalkozik. Ő felel a projektek gördülékeny haladásáért és támogatásáért. Ezt a szerepkört általában valamelyik területi vezető vagy aktív senior tölti be.

- Projektvezetők: A kisebb-nagyobb projektek vezetésére a tagságból bárki jelentkezhet. Az ő feladatuk a projektcsapat koordinálása a projektalapítástól a projekt zárásáig.[2]

### Seniorság
A BME Management Szakkollégium a közel 40 éves működése során több mint 800 alumni tagot számlálhat. A szakkollégisták a seniorokkal szoros kapcsolatot ápolnak, így gyakran visszajönnek a Szakkollégiumba tréninget vagy előadást tartani a tagoknak. A seniorok egy része aktív seniorként rendszeresen besegít a Szakkollégium munkálataiba.

### Képzési rendszer
A szervezet elsődleges pillére a szakmaiság. Olyan lépcsőzetes képzési rendszer van kialakítva, amelynek elvégzése után a Szakkollégium tagjai az MSZK Diplomát szerezhetik meg, mint a szakkollégiumi munkájuk hivatalos elismerését. A rendszer célja, hogy biztosítsa az MSZK jövőbeli célkitűzéseinek megvalósítását, beleértve a tagok szakterületük kiváló képviseletéhez szükséges elméleti tudás megszerzését, a vezetői kompetenciák és gyakorlat elsajátítását, valamint a stratégiai és projektszemlélet fejlesztését.
A Szakkollégium működése az elméleti tudás átadására és a gyakorlati tapasztalatszerzésre épít. Célja, hogy függetlenül a tagok szakterületétől, mindegyikük olyan alapvető menedzsment- és vezetéstudományi tudást kapjon, amely segíti őket abban, hogy szakmájuk elismert, kiemelkedő szakembereivé váljanak. Ezt úgy érik el, hogy miközben a tagok részt vesznek a Szakkollégium kurzusain és tréningjein, egyben aktívan részt vesznek a gyakorlati munkában is, ahol a tapasztalataiknak megfelelő felelősségi köröket vállalhatnak, például funkcionális területek vezetése vagy projektvezetői szerepek formájában, különböző méretű projektekben.
A Szakkollégium képzési rendszere minimum négy féléves aktív tagságot igényel, és négy különböző típusú képzésből áll: Alapvető képzések, Készségfejlesztő képzések (pl. Retorika képzés, Asszertív kommunikáció workshop), Ismeretbővítő képzések (pl. Pszichológia workshop) és Karrierfejlesztő képzések.
Az Alapvető képzések elvégzése elengedhetetlen az MSZK Diploma megszerzéséhez. Ezek képzések egy egymásra épülő tematikus sorozatot alkotnak, amelyek a vezetéstudomány egyes területeit érintve biztosítják a szükséges elméleti alapokat és eszköztárat.
- Önismereti tréning – MBTI négy dimenziója, a preferencia párok jellemzői, különböző preferenciák közötti konfliktusok jellemzői, a különbözőségek előnnyé fordításának lehetőségei
- Üzleti Alapozó Ismeretek – versenytárs-, külső/belső környezet elemzés, piacra való belépés, vállalati stratégia alapjai, iparág- és piacelemzés
- Problémamegoldás és Döntéshozatal – kapcsolódó pszichológiai tényezők (csoportos, szervezeti, társadalmi szinten), döntéshozatali folyamatok, a konfliktusok természete, az eltérő döntések és szabályok mögött meghúzódó kulturális különbözőségek, kockázati megközelítések
- Célmeghatározás és Időmenedzsment – hosszútávú célok meghatározása, ehhez megfelelő feladat- és időbeosztás meghatározása, időgazdálkodási és feladatrendszerezési módszerek
- Vezetői Készségfejlesztés – alkalmazott improvizáció, bizalomépítés
- Stratégiai Menedzsment – szervezeti szintű stratégiai gondolkodás és döntéshozatal alapjainak megismertetése, elméleti áttekintés és elemzési keretek alkalmazása[2]

## Küldetése
A BME Management Szakkollégium a küldetését az alábbi 7 pontban foglalja össze:
- Aktivitás – A BME Management Szakkollégium alapvetése, hogy érték a kezdeményezés és a proaktív tevékenység. Az új ötletek, egyéni elképzelések, társak tevékenységének építő véleményezése mind támogatják az új megoldások keresését és megvalósítását. A környezetre érzékeny, kitartó munka hatékony. Az eredményesség és a kudarcokból való felállás készsége önbizalmat és bátorságot ad, amely támogatja a dinamikus változásokat.

- Profizmus – A magas színvonal, a megtervezett és végrehajtott minőségi szolgáltatásnyújtás igénye adják együttesen a profizmusra való törekvés hajtóerejét, valamint az, hogy mindig keresni kell, hol teremthető szakmailag és emberileg hozzáadott érték

- Fejlődés – A BME Management Szakkollégium fontosnak tekinti keresni azon lehetőségeket, amelyekkel valamilyen módon többek lehetünk. Legyen szó egyéni, társas, szakmai vagy egyéb fejlődésről, a Szakkollégium törekszik a minél változatosabb források felkutatására. Így a Szakkollégium együttműködik más diákszervezetekkel, céges partnerekkel, oktatókkal, senior tagokkal, akiktől értékes és változatos tapasztalatok szerezhetők.

- Csapatszellem – Az egyéni összhangba hozva közös jóért küzdés. Ennek részeként együttműködés, egymás segítése, támogatása és építése, visszajelzést kérése és adása. A társak felé bizalommal tekintés, sikereik megbecsülése. Ugyanakkor az együttműködés és a közös tevékenység nem mentes a konfliktusoktól, azonban ezek kezelése és megoldása hozza a fejlődést, és vezet közelebb a tervek megvalósításához.

- Hitelesség – Egyéni és szervezeti működésben, befelé és kifelé egyaránt elengedhetetlennek tekinti a Szakkollégium a hitelesség elvét. Ennek alapkövei a megbízhatóság, felelősségtudat, tisztesség, mások iránt tanúsított tisztelet és tolerancia.

- Cél – A BME Management Szakkollégium egy olyan diákszervezet, amely egyedülálló lehetőséget biztosít a hallgatók számára a menedzsment és vezetői ismeretek gyakorlati elsajátítására. Értékrendje és alappillérei mentén céljának tekinti, hogy a tagok szakmai és személyes fejlődését segítsék, és mindehhez egy értékes csapatot kíván biztosítani.

- Jövőkép – A BME Management Szakkollégium célja, hogy a szakkollégiumi életút során olyan friss diplomás szakembereket képezzen, akik – a Szakkollégium érintettjei által elismerten – az alábbi fontos kompetenciákkal, készségekkel rendelkeznek: nemzetközi versenyképesség, multidiszciplináris tudás, vezetési tapasztalat, stratégiai- és projektszemlélet, kiválóságra törekvés, csapatjátékos hozzáállás.[3]